# Chiesa di San Rocco (Mendrisio)
La chiesa di San Rocco è un edificio religioso che si trova a Mendrisio, nel quartiere di Meride, in Canton Ticino.

## Storia
La costruzione, citata per la prima volta in documenti storici risalenti al 1578, sostituì la chiesa di San Silvestro nel suo ruolo di  parrocchiale.. Ciononostante, la parrocchiale di Meride risulta ancora formalmente essere la Chiesa di San Silvestro.
All'inizio del Seicento, la chiesa di San Rocco venne rinnovata, per poi essere ampliata nel 1770-72 e restaurata nel 1969-70.

## Descrizione
La chiesa si presenta con una pianta ad unica navata, terminante in un coro.
Al suo interno sono presenti opere di Augusto Crociani (statua in bronzo di San Rocco), di Antonio Rinaldi da Tremona (pala dipinta ad olio e rappresentante la Sacra Conversazione), di Giovan Pietro Gnocchi (tela ad olio del 1595 rappresentante Santa Lucia) e opere di altri artisti .